# هی ریور
هی ریور (به انگلیسی: Hay River) یک منطقهٔ مسکونی در کانادا است که در قلمرو شمال غربی واقع شده‌است. هی ریور ۳٬۵۲۸ نفر جمعیت دارد و ۱۶۵ متر بالاتر از سطح دریا واقع شده‌است.